# 莫斯公約
莫斯公約（挪威語：Mossekonvensjonen）是瑞典國王卡爾十三世和挪威王國政府於 1814 年 8 月 14 日簽署的停火協議。由於挪威宣布獨立，瑞典與其發生了戰爭。它也成為事實上的和平協議，並為瑞典和挪威之間的共主聯盟奠定了基礎，該聯盟是在挪威議會於 1814 年 11 月 4 日選舉瑞典的卡爾十三世為挪威國王時建立的。該聯盟一直持續到1905年挪威宣布獨立。